# Trachinops taeniatus
Trachinops taeniatus» es una especie de peces de la familia Plesiopidae en el orden de los Perciformes.

## Distribución geográfica
Se encuentran en Nueva Gales del Sur (Australia).

## Morfología
Puede alcanzar hasta 9,8 cm de longitud total.